# SUSE Linux
SUSE Linux (kortweg SUSE) is een van de bekendste Linuxdistributies. De distributie werd oorspronkelijk in Duitsland en later voornamelijk in Europa ontwikkeld. Het bedrijf SUSE kent reeds enkele overnames. In 2003 kocht Novell het merk en de trademarks. Hierbij besliste Novell dat de community belangrijk was en werd de openSUSE distributie en het openSUSE Project opgericht. Op 27 april 2011 werd Novell en dus ook SUSE overgenomen door de The Attachmate Group, deze groep maakte van SUSE een onafhankelijk onderdeel. In oktober 2014 werd deze groep dan weer overgenomen door het Britse Micro Focus waar het een onafhankelijk onderdeel bleef. De laatste overnamen werd aangekondigd op 2 juli 2018. Het bedrijf Blitz 18-679 GmbH wat een onderdeel is van EQT Partners kocht SUSE voor 2.535 miljard dollar over van Micro Focus. Op 15 maart 2019 was deze overname afgerond. Na deze laatste overname is SUSE een onafhankelijk bedrijf in handen van een Europese investeringsmaatschappij.

## Geschiedenis

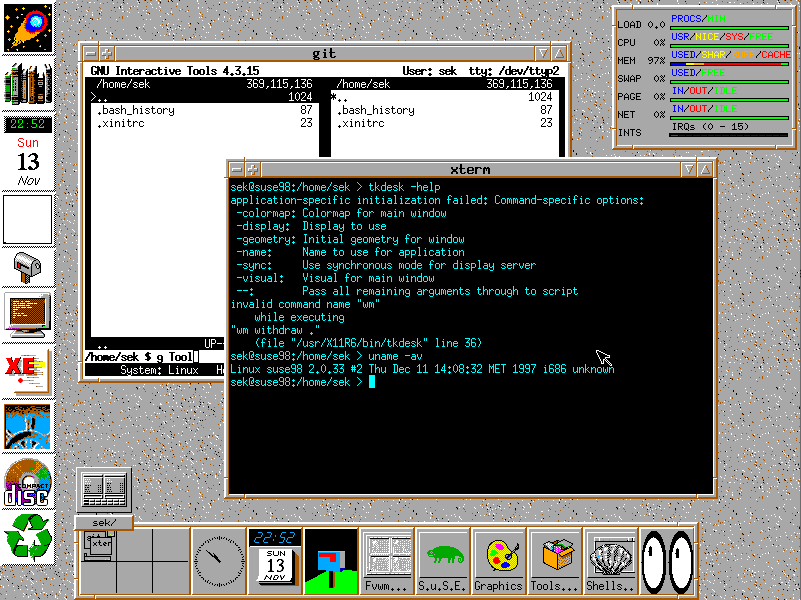
SUSE 5.1 met F Virtual Window Manager

SUSE, uitgesproken als zu zee, was oorspronkelijk een Duitse vertaling van Slackware, maar groeide later uit tot een zelfstandige distributie. Oorspronkelijk heette het systeem S.u.S.E., dat later ingekort werd tot SuSE, een acroniem van de Duitse term Software- und SystemEntwicklung (software- en systeemontwikkeling), alhoewel ook wel gedacht wordt dat de naam SuSE ontleend is aan de Duitse computerpionier Konrad Zuse.

## Bijzonderheden

### Werkomgevingen
SUSE is lange tijd de belangrijkste sponsor van het KDE-project geweest en nu is SUSE nog steeds de grootste werkgever van KDE-ontwikkelaars, die betaald worden om aan KDE te werken. Zo is SuSE's projectleider Stephan Kulow ook een belangrijke KDE-ontwikkelaar. In totaal werken dertien betaalde SUSE-ontwikkelaars aan KDE.
Belangrijke projecten op dit vlak zijn Kickoff (het nieuwe hoofdmenu van KDE), KNetworkManager, Plasma en veel werk aan Kontact en de KDE-basis.
De aandacht van SUSE voor GNOME is echter gestegen, zodat GNOME nu ook volwaardig ondersteund wordt. Projecten op dat vlak zijn bijvoorbeeld de F-Spot fotobeheerder en de Banshee audiospeler.

### YaST

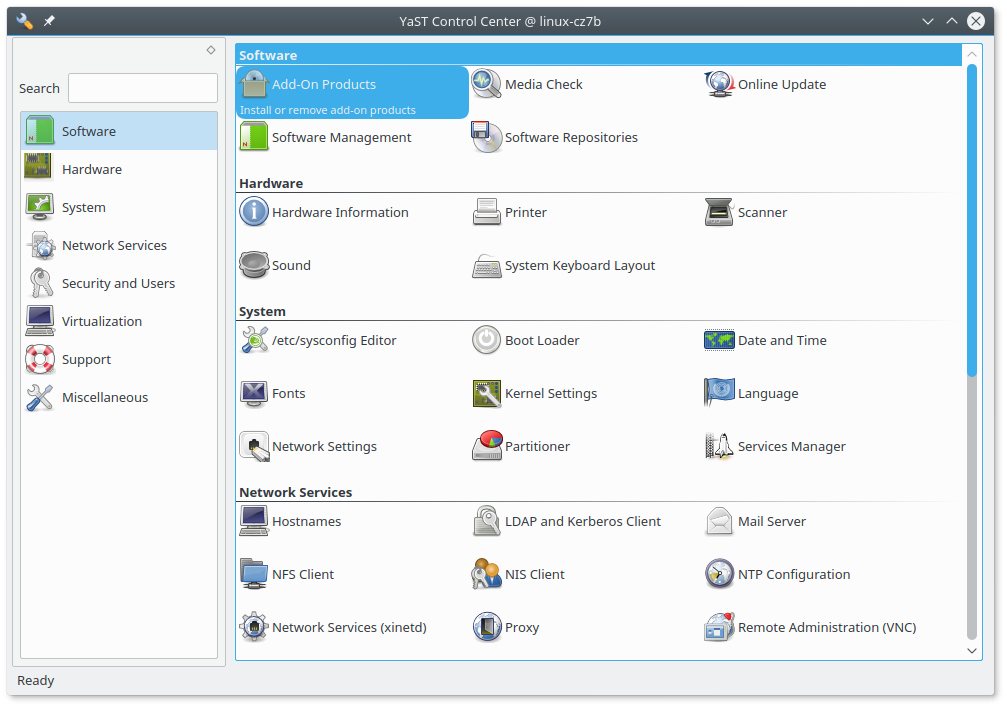
YaST op openSUSE 42.2

YaST (Yet another Setup Tool) is het gebruiksvriendelijke, krachtige configuratieprogramma van SUSE . Belangrijke functies hiervan zijn de installatie van SUSE op de harde schijf, systeemconfiguratie en hardwareconfiguratie (stuurprogramma's). Ook wordt YaST gebruikt voor het installeren, updaten en verwijderen van software. Hiervoor worden RPM-pakketten gebruikt.

## openSUSE
OpenSUSE is de gratis editie van SUSE en wordt geleverd met GNOME, KDE of Xfce.

## Commerciële edities
Commerciële edities voor de zakelijke markt zijn SUSE Linux Enterprise Desktop (SLED), bedoeld voor desktops en SUSE Linux Enterprise Server (SLES), bedoeld voor servers. Deze laatste wordt veel meer getest dan eender welke andere SUSE-versie, omdat stabiliteit op servers een zeer hoge prioriteit heeft.
Arch Linux ·
CentOS ·
ChromeOS ·
Debian ·
Deepin ·
Fedora ·
Gentoo Linux ·
Knoppix ·
Kubuntu ·
Linux Mint ·
Mandriva Linux ·
Manjaro Linux ·
MEPIS ·
openSUSE ·
PCLinuxOS ·
Puppy Linux ·
Slackware ·
Tiny Core Linux ·
Ubuntu ·
Zenwalk —
overige Linuxdistributies